# 休戈 (伊利諾伊州)
休戈（英語：Hugo）是位於美國伊利諾伊州道格拉斯縣的一個非建制地區。該地的面積和人口皆未知。

## 地理
休戈的座標為39°45′14″N 88°08′56″W / 39.75389°N 88.14889°W，而該地的平均海拔高度為192米（即630英尺）。